# カナリア諸島
カナリア諸島（カナリアしょとう、スペイン語: Islas Canarias）は、アフリカ大陸の北西沿岸に近い大西洋上にある、7つの島からなるスペイン領の群島である。カナリアス諸島ともいう。諸島全体でカナリア諸島自治州を構成する。大陸で最も近いモロッコ王国からの距離は100-500km程度である。カナリア諸島は、大西洋のハワイといわれている。

## 名称の由来
グラン・カナリア島のラテン語名「Insula Canaria（「犬の島」の意）」に由来する。のち複数形「Insulae Canariae」として諸島全体を意味することにもなった。州の紋章には、7つの島々をはさんで一対の犬が描かれている。
「犬の島」の由来には以下の諸説がある。
- かつて生息していたアザラシ（ラテン語で「海の犬」と呼ばれる）に由来するとする説[5]。
- 古代ローマの学者大プリニウスが、島に多くの野犬がうろついていることを最初に伝えたことによるとする説。

なお、鳥の一種カナリアの名は、原産地のひとつである本島にちなんでおり、カナリアが生息しているからカナリア諸島となったわけではない。

## 歴史
かつてはアラブ人やノルマン人、ポルトガル人などが来航・支配していたが、15世紀末に、おそらく先住民であったベルベル系のグアンチェ族ともども、カスティーリャ王国が征服している。
グアンチェはのちに家系の断絶や移住者の流入、および混血によるスペイン人への同化によって人数は減少した（とはいえ、現在のカナリア諸島の住民にも、グアンチェの血はかなり流れている）。その後カナリア諸島は、中南米へのスペインの進出活動における基地として重要な役割を果たすことになり、また同諸島の土地の貧しさから住民が数多くイスパノアメリカに移住した（特にキューバ、プエルトリコおよびベネズエラ）。
1960年代以降には保養地および観光地として発展を遂げることとなった。

## 行政区分・地理

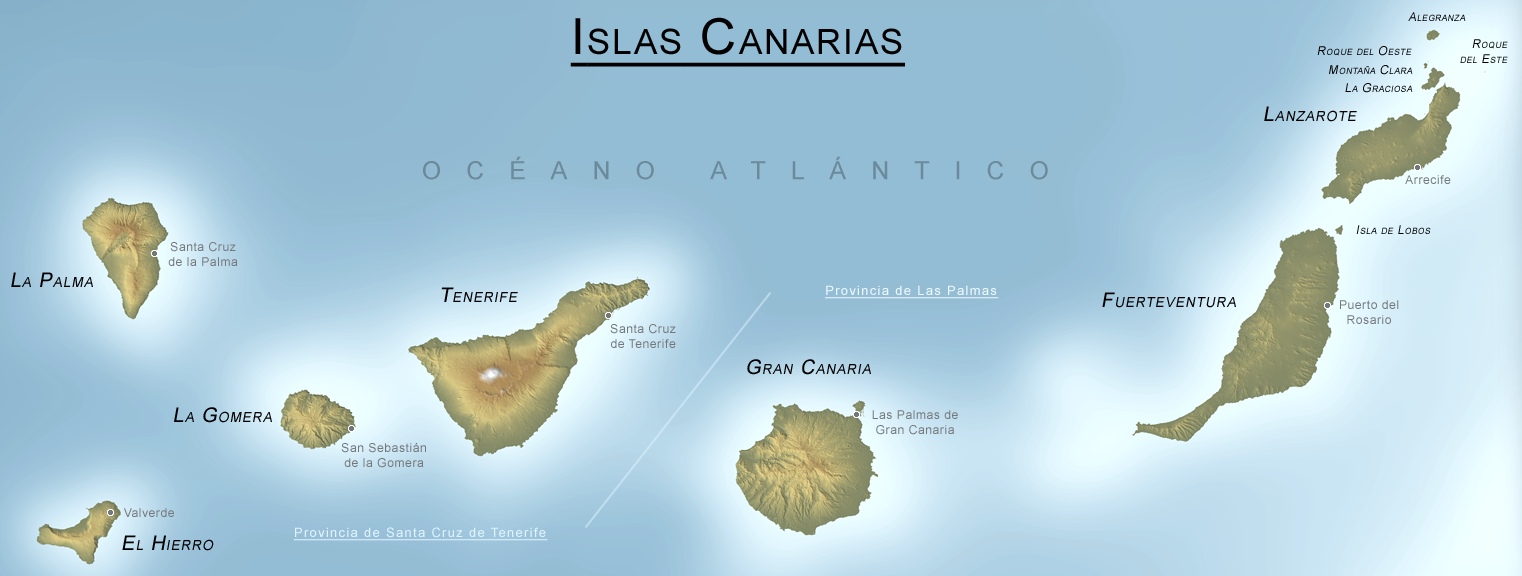
カナリア諸島の地図

カナリア諸島はアフリカ北西部・モロッコおよび西サハラ西岸の沖に位置する。最も大陸に近いのは東部のフエルテベントゥーラ島で、大陸から100km強の距離である。
諸島全体でカナリア諸島自治州を構成する。自治州は、ラス・パルマス県とサンタ・クルス・デ・テネリフェ県の2県で構成され、ラス・パルマス・デ・グラン・カナリアとサンタ・クルス・デ・テネリフェの2つの都市が共同州都となっている。それぞれの島に「cabildo insular（「島の集会」の意）」と呼ばれる行政組織がある。7つの島と政庁所在地は次のとおり。

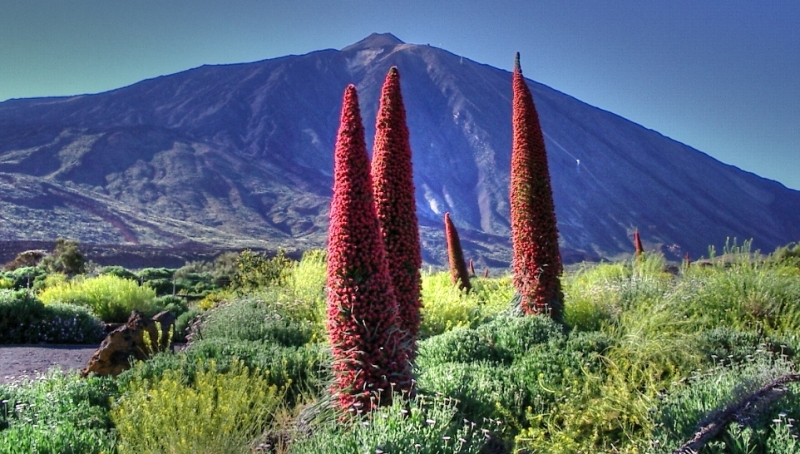
テネリフェ島はスペイン国内の最高峰テイデ山を擁する。手前はカナリア諸島原産の植物エキウム・ウィルドプレッティ。

- テネリフェ島 - サンタ・クルス・デ・テネリフェ
- グラン・カナリア島 - ラス・パルマス・デ・グラン・カナリア
- ランサローテ島 - アレシフェ
- ラ・パルマ島 - サンタ・クルス・デ・ラ・パルマ
- ラ・ゴメラ島 - サン・セバスティアン・デ・ラ・ゴメラ
- エル・イエロ島 - バルベルデ
- フエルテベントゥーラ島 - プエルト・デル・ロサリオ

テネリフェ島はスペイン国内の最高峰テイデ山（海抜3,718m）を擁する。
なお、カナリア諸島の他に、カーボベルデ、マデイラ諸島、アゾレス諸島なども含めたこの地域を通例マカロネシアと呼んでいる。

### 基礎自治体
- ラス・パルマス県の自治体一覧
- サンタ・クルス・デ・テネリフェ県の自治体一覧

### 標準時
カナリア諸島は西経13度から18度に位置していることから、地理的にはUTC-1の範囲になるが、現地の標準時間はUTC+0で、UTC+1であるスペイン本土より1時間遅く、リスボンやロンドンと同じ時間帯であり、夏時間を採用している。このため、スペイン本土の西部同様、太陽の南中は午後1時前後（冬時間）あるいは午後2時前後（夏時間）となる。

## 自然

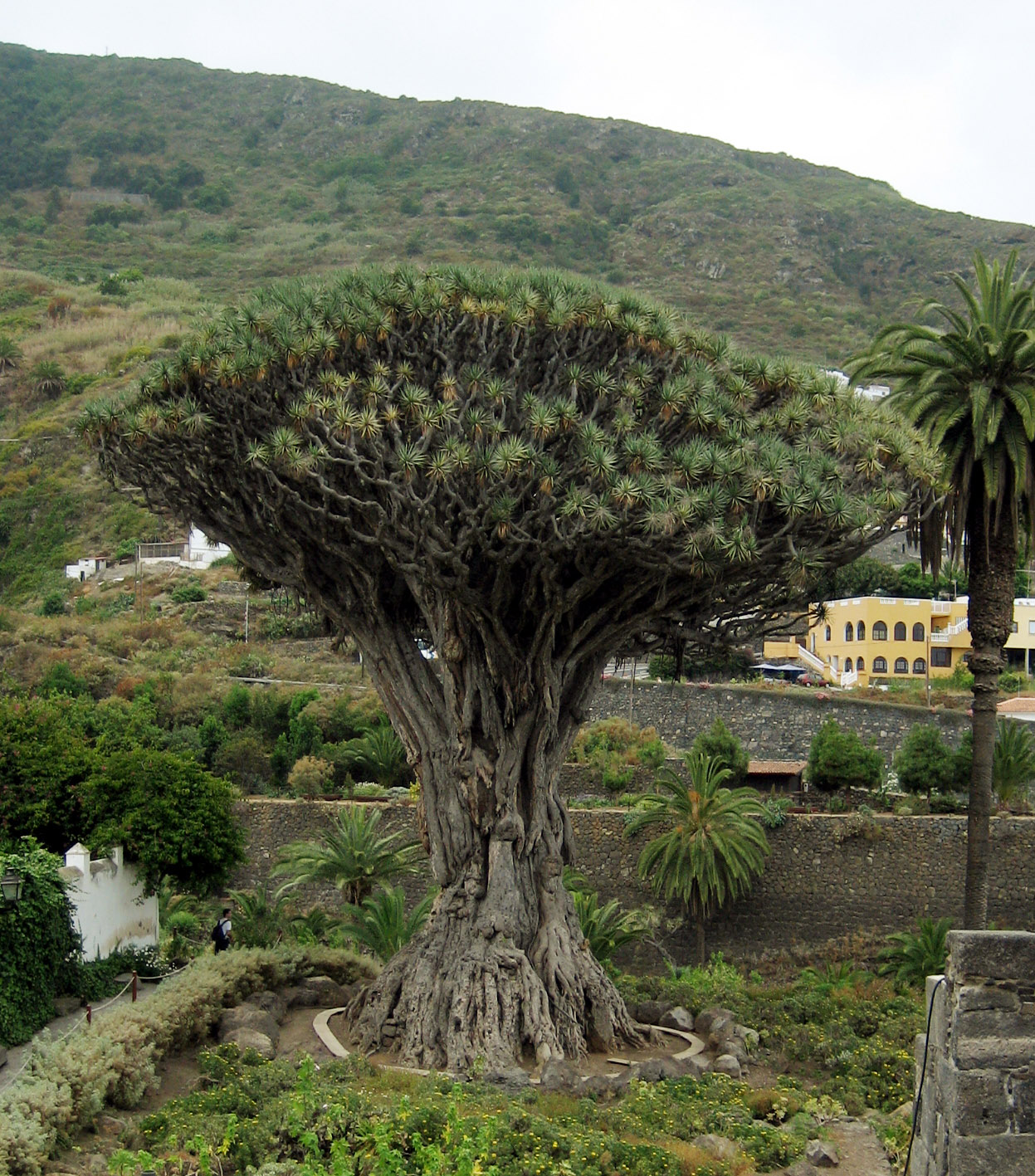
竜血樹の大木 (テネリフェ島)

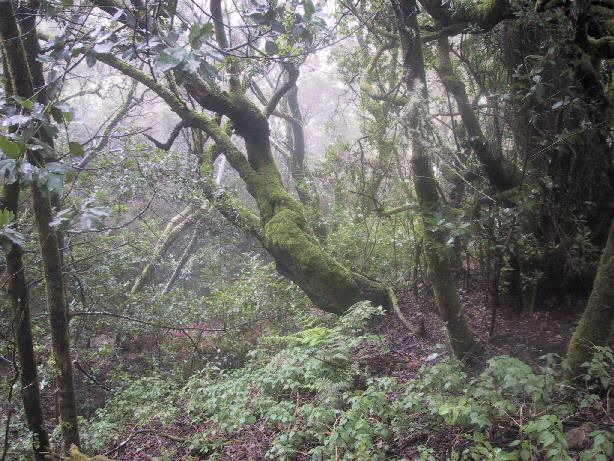
ガラホナイ国立公園のラウリシルバの森

水深が少なくとも2,000 mの大西洋北から突き出た火山島で、白亜紀からの地下マグマのホットスポット作用でできた。大陸から隔絶された島であり、ヨーロッパ大陸全土やアフリカ北端を覆った氷河の影響を受けなかったため、固有の生物種が多く、環境保全上非常に重要な地域とされている。
原生種である竜血樹や照葉樹林の一種ラウリシルバなど、複数の生物種、生態系が保護されている。ゴメラ島島頂部ガラホナイ国立公園のラウリシルバは世界遺産に登録されている。また、周辺海域は国際海事機関（IMO)によって特別敏感海域に指定されている。
気候は亜熱帯と砂漠性に分類される。海に囲まれ、貿易風の影響で比較的温和であり、年間降水量は200 mm前後と少ない。
2021年9月20日、ラ・パルマ島のクンブレビエハ火山中腹が噴火、2週間で前回1971年噴火の2倍量の溶岩流出が続き集落に被害が出ている。

### 国立公園
スペインに13ある国立公園のうち4か所がカナリア諸島にある。
- ラ・カルデラ・デ・タブリエンテ国立公園 - ラ・パルマ島
- ガラホナイ国立公園（世界遺産） - ラ・ゴメラ島
- テイデ国立公園（世界遺産） - テネリフェ島
- ティマンファージャ国立公園 - ランサローテ島

## 宗教

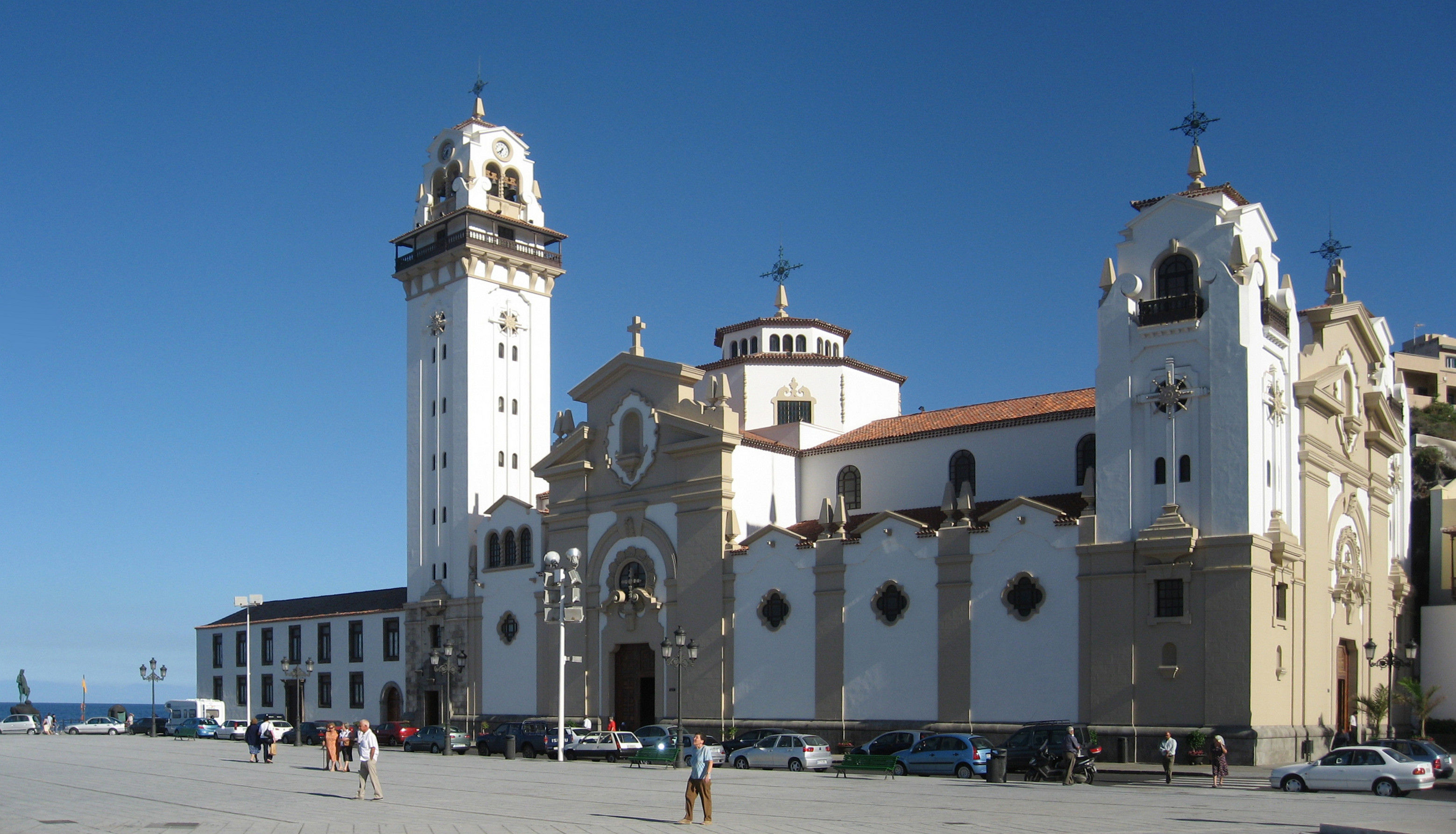
ヌエストラ・セニョーラ・デ・ラ・カンデラリア教会

スペインの他の地域と同様に、カナリア諸島の社会は主にカトリック教会（85％）を中心としたキリスト教徒である。ラテンアメリカの宣教師であった2人、ペトロ・ド・ベタンクールとジョゼ・デ・アンシエタはカナリア諸島の守護聖人である。カンデラリアの聖母はカナリア諸島の守護聖人である。
他にも少数宗教でイスラム教、福音伝道、ヒンドゥー教などがある。アフリカ系アメリカ人の宗教、中国の宗教、仏教、ユダヤ教を信仰するコミュニティもある。

## カナリア人の帰属意識とナショナリズム
2012年の社会学研究センターのナショナル・アイデンティティについての調査によると、カナリア諸島の住人はカナリア民族としての民族意識を有している。
| 唯一スペイン人                 | 3.5%  |
| カナリア人よりもスペイン人     | 2.0%  |
| スペイン人とカナリア人が同程度 | 49.3% |
| スペイン人よりもカナリア人     | 37.1% |
| 唯一カナリア人                 | 6.1%  |
| 無回答                         | 2.0%  |

## 経済
経済基盤は主に観光と熱帯農業で、収穫したバナナやタバコの輸出（ヨーロッパ、アメリカ）である。イギリスやドイツなど主にヨーロッパから、年間約1000万人の観光客が訪れる。このうち、イギリス人は526万人、ドイツ人は312万人、スウェーデン人は65万人、オランダ人は64万人、イタリア人は53万人、日本人は3,500人程度である。環境学者は、多数の観光客が滞在することによる乾燥した島の自然環境への影響を懸念している。
高い山々と澄んだ空があるので望遠鏡の設置にもふさわしい場所であり、ラ・パルマ島のロケ・デ・ロス・ムチャーチョス山にはロケ・デ・ロス・ムチャーチョス天文台（グラン・テカン天文台）がある。

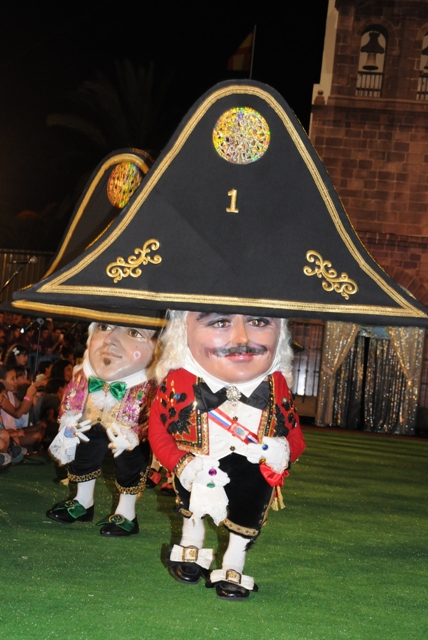
祭り

カナリア諸島自治州は、EUの関税の範囲外である。
ISO 3166-1 alpha-2コードとしてICが予約されているが、現在スペインと同じ国別コードトップレベルドメインとなっている。
ラス・パルマス港は日本のマグロ漁船の遠洋漁業の基地にもなっており、最盛期の1970年代に比べると寄港する船の数は減っているものの、現在でも入港する船は少なくなく、補給や整備で中長期停泊する船もある。一方で、1960年に最盛期を迎えていた韓国の遠洋漁業船は、現在ではまったく見られなくなっている。

### 観光

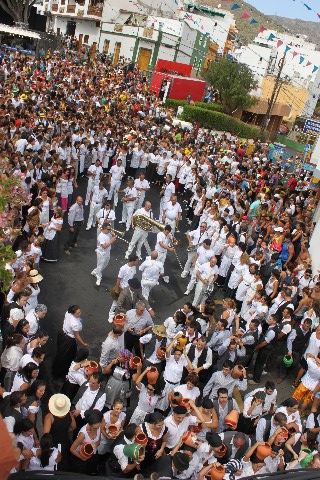
祭り

2016年、カナリア諸島における各島ごとの観光入込客数（千人）：
- テネリフェ島 - 4,885.9
- グラン・カナリア島 - 3,654.8
- ランサローテ島 - 2,328.7
- フエルテベントゥーラ島 - 1,914.1
- ラ・パルマ島 - 221.5
- ラ・ゴメラ島、エル・イエロ島 - 109.3

## 交通

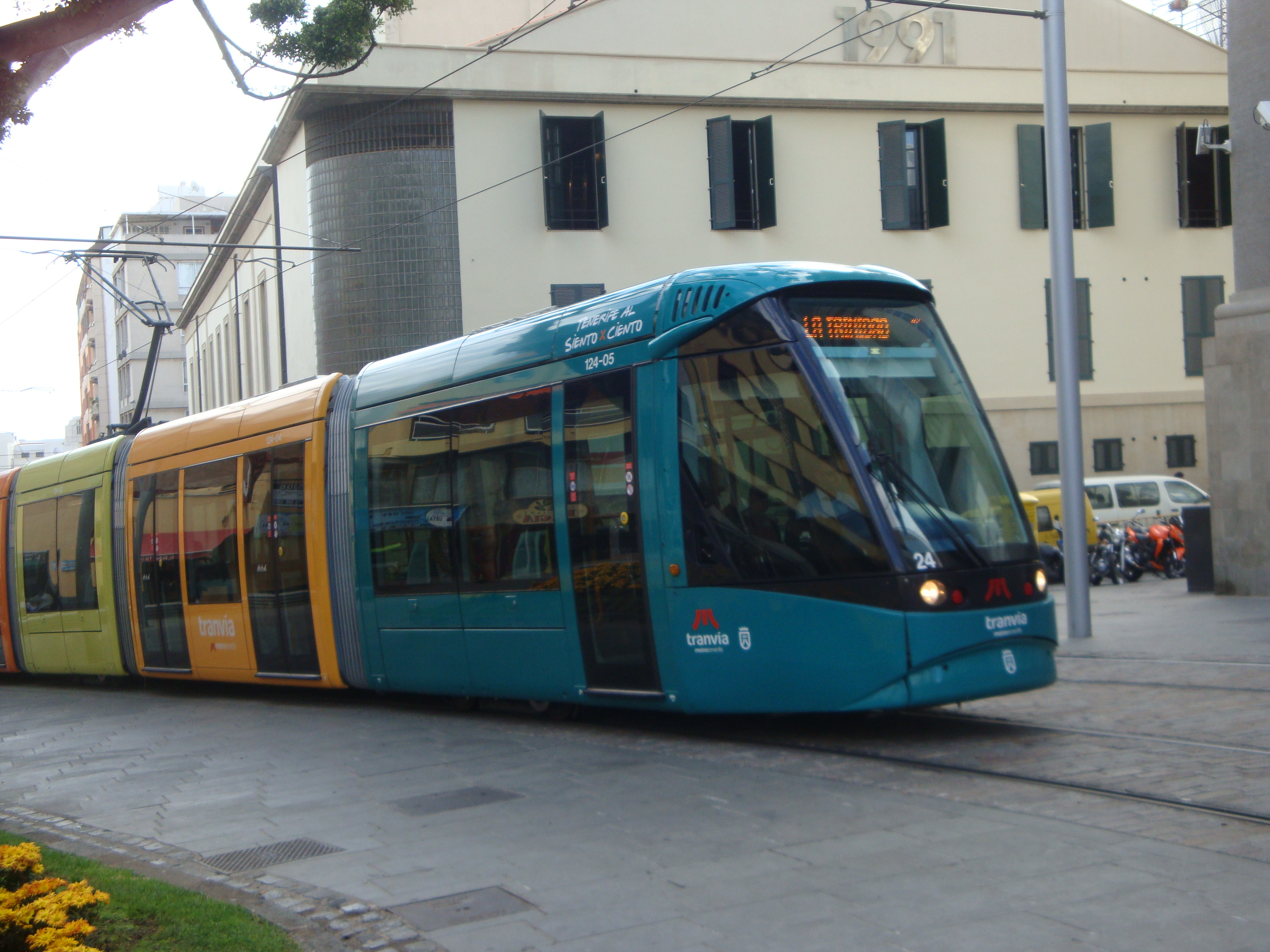
テネリフェ

カナリア諸島には8空港あり、うちテネリフェ島には2つの空港(テネリフェ・ノルテ空港、テネリフェ・スール空港)がある。諸島間を高速フェリーと普通フェリーが結び、テネリフェ～ラ・パルマ間は高速フェリーで2時間半、普通フェリーで8時間かかる。テネリフェ島にはトラムが走っている。

## その他
- 『カナリア諸島にて』 - 大瀧詠一の楽曲。この曲を作詞した松本隆は作詞当時、カナリア諸島を訪れたことがなく、想像で書いたという。彼はその後、1999年にカルロス・クライバーの演奏を聴くため当地に初訪問を果たすが、「（自分の抱いていた）イメージとは違った」と語っている。（ただし、その後訪れたテネリフェ島はイメージに沿っていたとも語っている）